# Bonnes mœurs
Pour les articles homonymes, voir Mœurs.
Les bonnes mœurs sont les habitudes, les usages conformes à la moralité, à la religion et à la culture d'un pays ou d'un peuple. Elles constituent un ensemble de normes, le plus souvent coutumières, en partie formulées dans les traités de civilité et dans les règles de droit civil et pénal. Elles varient selon les peuples et les époques, et constituent l'un des objets d'étude de l'ethnologie et de la sociologie historique.
La notion de bonnes mœurs porte essentiellement sur la vie privée et sur son respect, elle est le contrepoint de celle d'ordre public.

## Droit par pays

### Droit canadien

#### Droit pénal
En droit pénal canadien, la partie V du Code criminel s'intitule « Infractions d’ordre sexuel, actes contraires aux bonnes mœurs, inconduite », qui s'étend de l'art. 150 C.cr. à l'art. 182 C.cr. À l'intérieur de cette partie, il existe une section intitulée « Infractions tendant à corrompre les mœurs » qui s'étend des art. 163 C.cr. à 172.1 C.cr. qui punit notamment la possession de matériel obscène, la production et la distribution de pornographie juvénile, les représentations théâtrales immorales, la corruption d'enfants, la mise à la poste de choses obscènes, le leurre d'enfants, ainsi que le père, la mère ou le tuteur qui sert d’entremetteur.

#### Droit civil québécois
Le concept de bonnes mœurs était autrefois inclus dans le Code civil du Bas-Canada. Sous l'ancien Code civil, les bonnes mœurs avaient une définition analogue à l'ordre public (lié aux valeurs de tranquillité, de sécurité et de salubrité), mais dans l'ordre privé des choses, au niveau des comportements individuels plutôt que par rapport à l'action publique. D'après le Journal des débats d'octobre 1999, le législateur a aboli cette distinction avec l'ordre public. Les bonnes mœurs ont donc été remplacées par le concept d'ordre public dans le Code civil du Québec, que le législateur a jugé plus adapté au droit civil contemporain.

### Droit français
Aux termes de l’article 6 du Code civil, « On ne peut déroger, par des conventions particulières, aux lois qui intéressent l'ordre public et les bonnes mœurs ».
Cette catégorie de « bonnes mœurs » apparaît dans le droit français à l’époque révolutionnaire avec l’article 8 du titre II du décret-loi du 19 juillet 1791 relative à l’organisation d’une police municipale, qui crée la catégorie de « délits contre les bonnes mœurs ». Il s’agit alors d’une notion juridique composite ayant trait au gouvernement des conduites en public et concernant plus spécifiquement ce qui relève de la sexualité. Les infractions qu’ils recouvrent sont précisément énumérées : l’outrage à la pudeur des femmes, les actions déshonnêtes, l’exposition ou la vente d’images obscènes, la débauche et la corruption des jeunes gens « de l'un ou de l'autre sexe ».
En droit français, le qualificatif d'outrage aux bonnes mœurs a disparu avec la réforme du Code pénal en 1994 et le délit de diffusion de messages pornographiques (article 227-24 du Code pénal) le recoupe partiellement :
« le fait de fabriquer, de transporter, de diffuser par quelque moyen que ce soit et quel qu'en soit le support, un message à caractère violent ou pornographique, ou de nature à porter gravement atteinte à la dignité humaine, soit de faire le commerce d'un tel message, est puni de trois ans d'emprisonnement (…) lorsque ce message est susceptible d'être vu ou perçu par un mineur. »
En 1983, la loi Le Pors, portant droits et obligations des fonctionnaires, supprima les notions de « bonne moralité » et de « bonnes mœurs » du statut général des fonctionnaires.
Son contenu et sa portée sont appréciés par le juge, compte tenu de la jurisprudence et de l'évolution des mœurs.